# بلوز

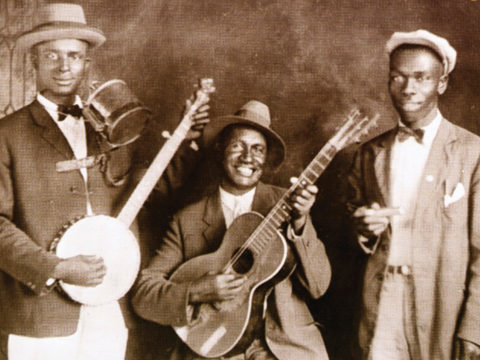
نموذج لمجموعة البلوز

البلوز (بالإنجليزية: Blues)‏ هو نوع موسيقى غنائي يعتمد على الات معينة؛ ينحدر من أغاني أشغال السود في الولايات المتحدة والغوسبل. يتغنّى فيه المغنون بحزنهم وأساهم. كان للبلوز أثر بليغ في الموسيقى الأمريكية الشعبية فآثاره ملموسة في الجاز والريذم أند بلوز والروك أند رول.

## تاريخ
بدأت موسيقى البلوز تحتل مكانتها وشعبيته، وأصبحت محببة للناس في أوائل القرن التاسع عشر. وأثناء هذه الفترة بدأ قائد إحدى الفرق الموسيقية بتطبيع نغمات السود الفولكلورية التقليدية في شكل أغانٍ كسبت رواجا شعبيا كبيرا. ومن أمثلة قطع هاندي الموسيقية ممفيس بلوز عام 1912، وسانت لويس بلوز عام 1914 وفي العشرينات من القرن الماضي ظهرت المغنية بيسي سميث باعتبارها أفضل مغنيي البلوز التقليديين. واكتسبت آلات العزف الخاصة بموسيقى البلوز شهرة واسعة، خاصة أعمال العزف على البوق للويس أرمسترونغ. وفي الثلاثينيات أصبح نموذج البوجي ـ ووجي، للعزف على بيانو البلوز، شائعا ورائجا.
وتقوم الكثير من أغاني البلوز على تركيبة غنائية بسيطة تتكون من 12 مقطعا شعريا. غير أن الكثير منها تتضمن أيضا خليطا عجيبا من النغمات المرتجلة في بنيتها. كما أن موسيقى البلوز تعرف التنوع وتشمل العديد من الأنماط والأشكال الإقليمية مثل نمط «شمال مسيسيبي» المتأثر بالموسيقى الأفريقية إلى حد بعيد.
ويتميز هذا النمط ببناء زخم موسيقي يرتبط بنوتة معينة ويستمر طوال الأغنية وهي تحتل موقعا شبيها بموقع «المقام» في الموسيقى العربية.

### تأثره

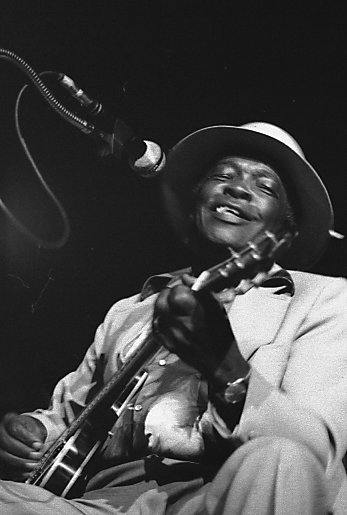
جون لي هوكر، من أبرز رواد البلوز

جوهر موسيقى البلوز هو النر إلى الماضي. ويأتي هذا الاسم من جذور تستدعي المزاج الحزين للكثير من الأغاني التي تنطوي على قدر هائل من العواطف الجياشة. وتمثل البلوز الجسر الذي يربط بين مدرستين من مدارس الموسيقى الأميركية: الجاز، والروك أند رول. وهي جوهر الموسيقى الأميركية وأصلها. تأثر بعدة عوامل قبل ظهوره وهذه العوامل هي:
- التحرر من الاستعباد:

يقول بعض المؤرخين، بأن العامل هذا هو أهم عامل في نشأة البلوز لأن العبيد قبل التحرر لم يملكوا وقت لغير العمل الشاق والنوم العميق.. لم يكن لهم وقت لتعلم العزف أو إيجاد أسلوب غنائي فريد.. ولم يملكوا آلات موسيقية أو قدرة على الصنع أو الشراء.. ولكن بعد التحرر استطاعوا التنقل بين الولايات، والحصول على الآلات وتعلم العزف وايجاد سلم موسيقي فريد.. ويقال والله أعلم بأن آلة البنجو هي في الأصل من صنع العبيد لأنهم حاكوا آلة أفريقية شبية جداً بالبنجو واستخدمها البيض والسود في موسيقاهم.
- الحالة الاجتماعية والمادية:

بعد التحرر عانى المجتمع الأسود من الجهل والفقر الشديد.. وهذا ما حافظ على طريقة الغناء القديمة أيام الاستعباد.. فاستمرت الشكوى والتظلم والآهات.. واستمرت أيضاً نفس مواضيع الكلمات وطريقة صياغتها وتلحينها.
- مكان الأصل الأفريقي:

أثر الأصل الأفريقي من ناحيتين، الناحية الأولى هي الفنون الشعبية القديمة في بلده الأصل والآلات المستخدمة وكما قلت فالمؤرخين يعتقدون بأن البنجو هي آلة إفريقية الأصل، والناحية الثانية هي الروحانيات، أو الجذور الدينية مثل الفودو أو الهودو أو كومينا أو الاوبيه أو الموجو وغيرها.

## وصلات خارجية
- The American Folklife Center's Online Collections and Presentations
- American Music: مجموعة من تسجيلات البلوز التاريخية.
- The Blues Radio Series
- The Blue Shoe Project - Nationwide (U.S.) Blues Education Programming
- "The Blues", documentary series by مارتن سكورسيزي، aired on بي بي إس
- The Blues Foundation
- The Delta Blues Museum
- The Music in Poetry — مؤسسة سميثسونيان lesson plan on the blues, for teachers
- The Influence Of Blues Guitar On Modern Music
- بلوز على مشروع الدليل المفتوح